# 東経174度線
東経174度線（とうけい174どせん）は、本初子午線面から東へ174度の角度を成す経線である。北極点から北極海、アジア、太平洋、ニュージーランド、南極海、南極大陸を通過して南極点までを結ぶ。東経174度線は、西経6度線と共に大円を形成する。

## 通過する地域一覧
東経174度線は、北極点から南極点まで南に向かって以下の場所を通っている。
| 地理座標                                               | 国土・領土・領海 | 備考                                                                                       |
| ------------------------------------------------------ | ---------------- | ------------------------------------------------------------------------------------------ |
| 北緯90度0分 東経174度0分 / 北緯90.000度 東経174.000度  | 北極海           |                                                                                            |
| 北緯72度58分 東経174度0分 / 北緯72.967度 東経174.000度 | 東シベリア海     |                                                                                            |
| 北緯69度51分 東経174度0分 / 北緯69.850度 東経174.000度 | ロシア           |                                                                                            |
| 北緯61度42分 東経174度0分 / 北緯61.700度 東経174.000度 | ベーリング海     |                                                                                            |
| 北緯52度44分 東経174度0分 / 北緯52.733度 東経174.000度 | アメリカ合衆国   | アラスカ州 — ニズキ島（英語版）                                                            |
| 北緯52度43分 東経174度0分 / 北緯52.717度 東経174.000度 | 太平洋           | アベママ環礁（ キリバス、北緯0度20分 東経173度57分 / 北緯0.333度 東経173.950度）の東を通過 |
| 南緯35度7分 東経174度0分 / 南緯35.117度 東経174.000度  | ニュージーランド | 北島 — 北オークランド半島（英語版）                                                        |
| 南緯36度16分 東経174度0分 / 南緯36.267度 東経174.000度 | 太平洋           |                                                                                            |
| 南緯39度5分 東経174度0分 / 南緯39.083度 東経174.000度  | ニュージーランド | 北島 — ニュープリマス（南緯39度4分 東経174度4分 / 南緯39.067度 東経174.067度）の西を通過   |
| 南緯39度33分 東経174度0分 / 南緯39.550度 東経174.000度 | 太平洋           |                                                                                            |
| 南緯40度55分 東経174度0分 / 南緯40.917度 東経174.000度 | ニュージーランド | 南島 — ブレナム（南緯4度31分 東経173度58分 / 南緯4.517度 東経173.967度）の東を通過         |
| 南緯42度0分 東経174度0分 / 南緯42.000度 東経174.000度  | 太平洋           |                                                                                            |
| 南緯60度0分 東経174度0分 / 南緯60.000度 東経174.000度  | 南極海           |                                                                                            |
| 南緯77度34分 東経174度0分 / 南緯77.567度 東経174.000度 | 南極大陸         | ロス海属領 - ニュージーランドが領有権主張                                                  |